# Maison Laguens
La maison Laguens est un bâtiment français situé à Rieux-Volvestre, dans la Haute-Garonne.
Elle fait l'objet d'une protection au titre des monuments historiques.

## Localisation
La maison Laguens se situe rue de l'Évêché, à Rieux dans la Haute-Garonne, à proximité de l'ancienne cathédrale de la Nativité-de-Marie.

## Historique et architecture
La maison Laguens est l'ancien bâtiment, reconstruit  au début du XVIe siècle, de l'évêché de Rieux,.
Elle est dominée par la Tour Valtan, une tour hexagonale surmontée d'une pyramide élancée, que jouxte un clocheton dont la forme rappelle celle d'un minaret. Dans la cour, une façade présente des colombages sur trois étages. La façade sur rue et le portail datent des XVIIe et XVIIIe siècles.
Au cours des XIXe et XXe siècles, la maison Laguens fut tour à tour école de filles, demeure de religieuses, institution religieuse et école de garçons.
Elle est inscrite au titre des monuments historiques pour ses façades et toitures le 18 juillet 1973.
En 2011, elle abrite le centre Pierre Hanzel, un centre médical spécialisé dans la sclérose en plaques.

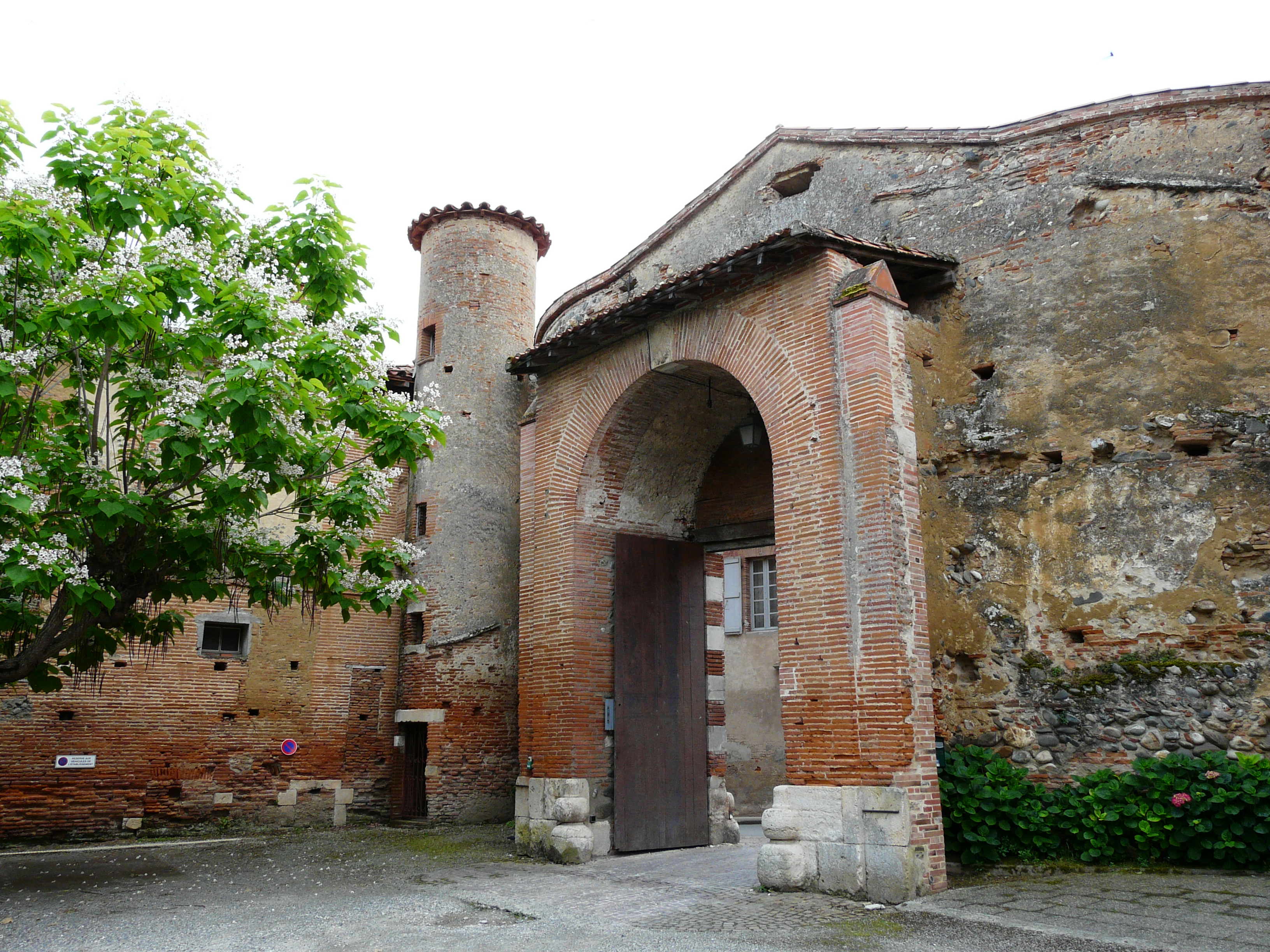
Le côté intérieur du portail
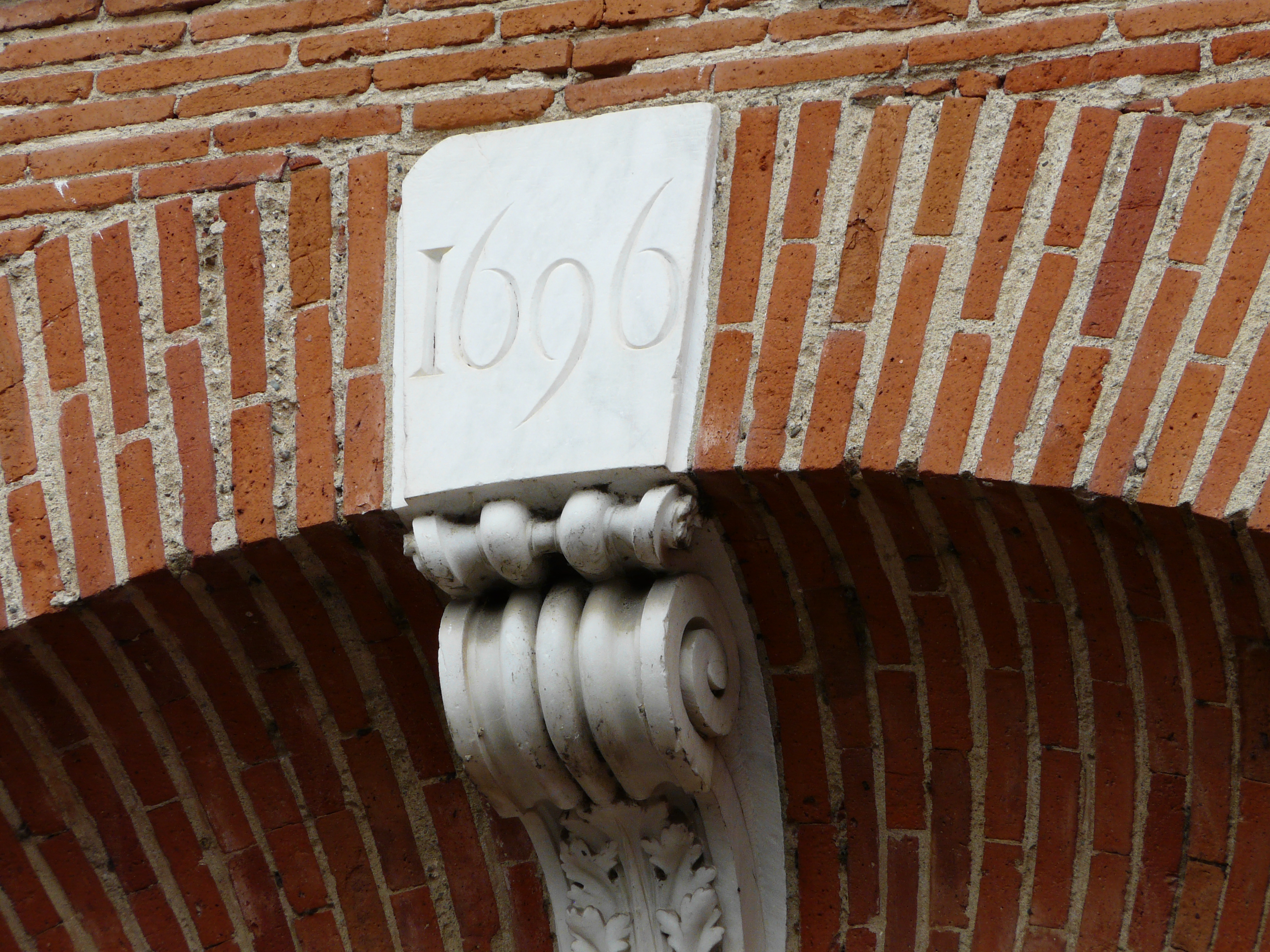
La clé d'arc du portail porte la date de 1696
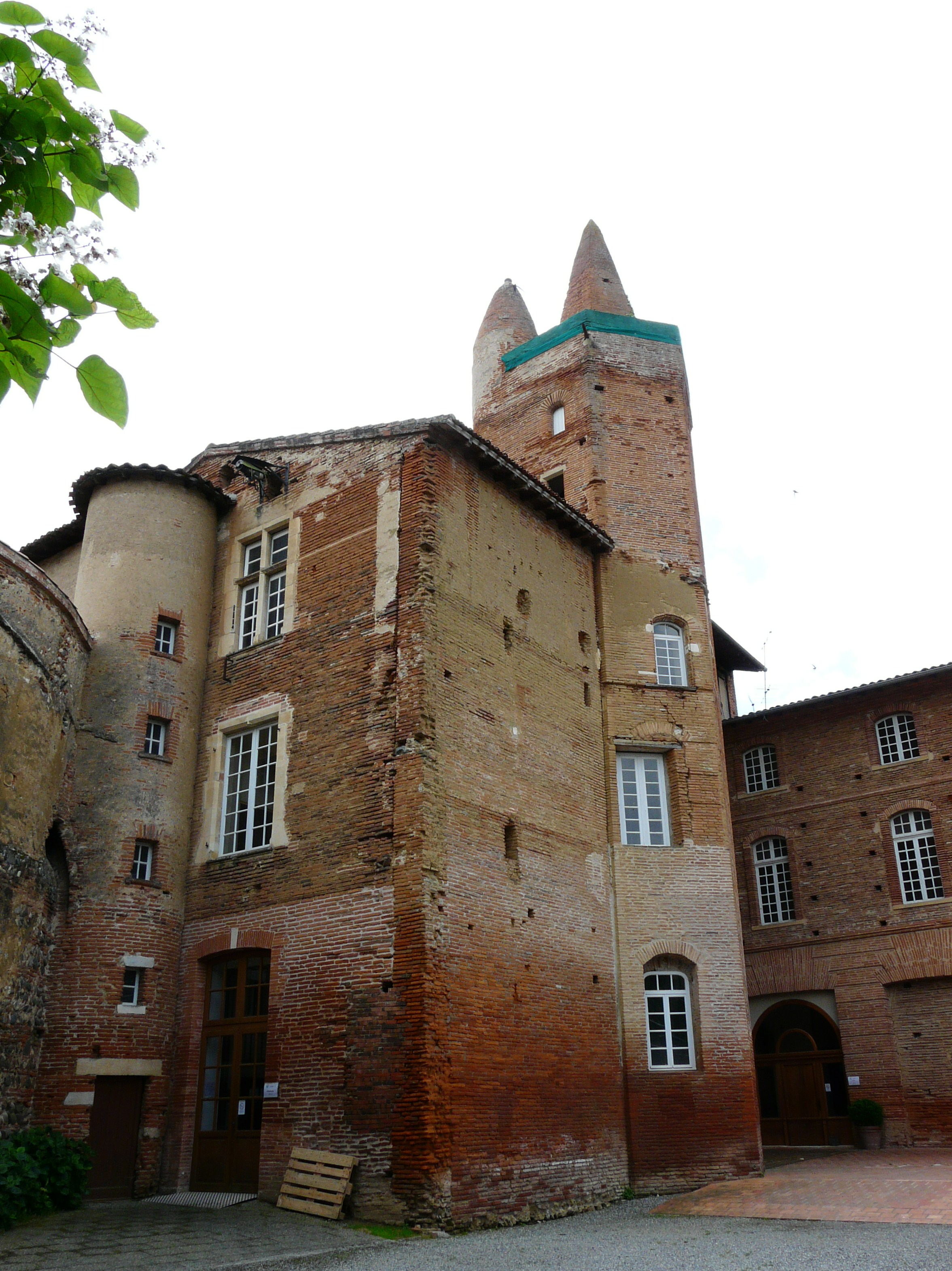
La cour intérieure de la maison Laguens
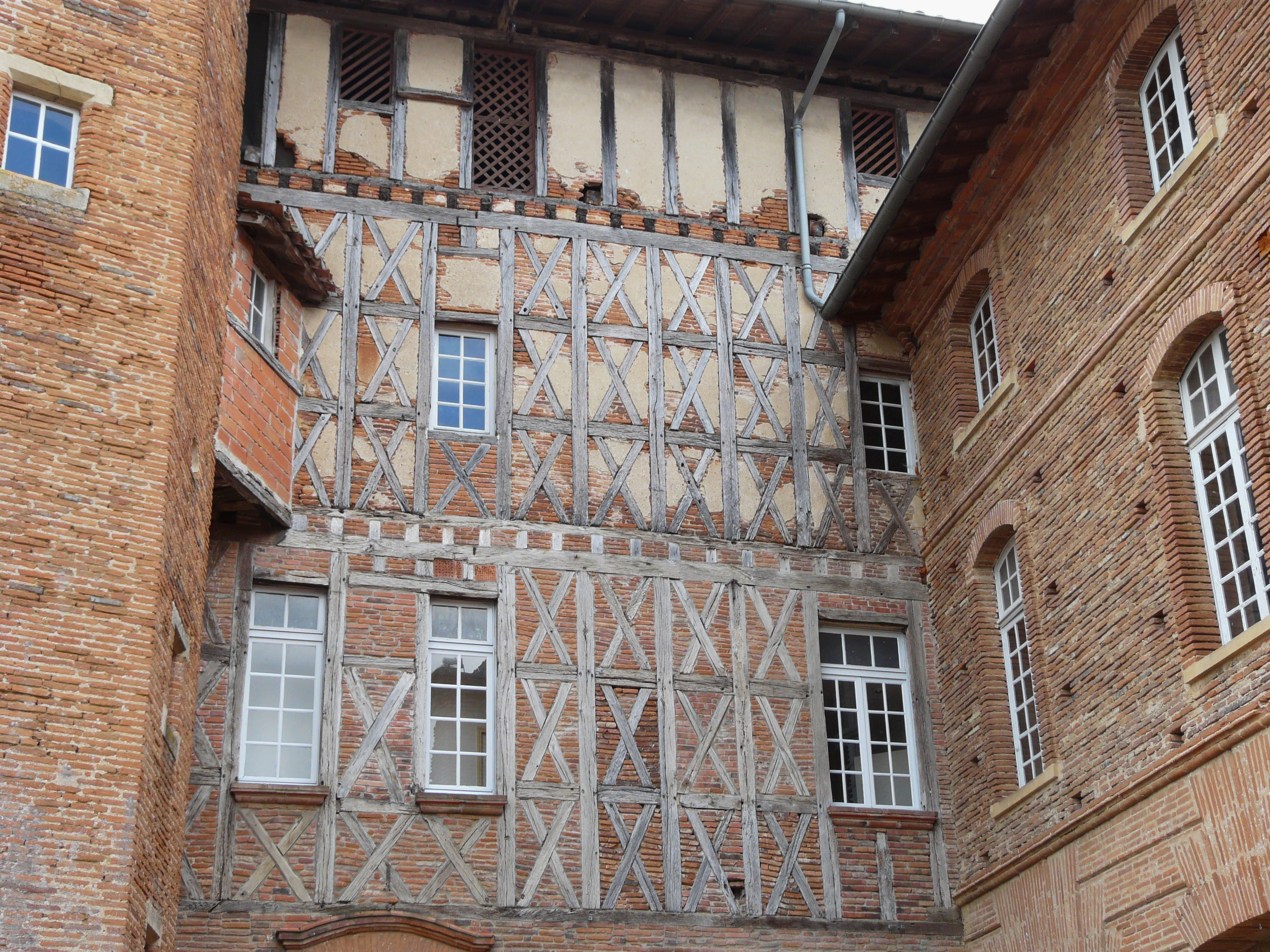
Les colombages de la façade sur cour
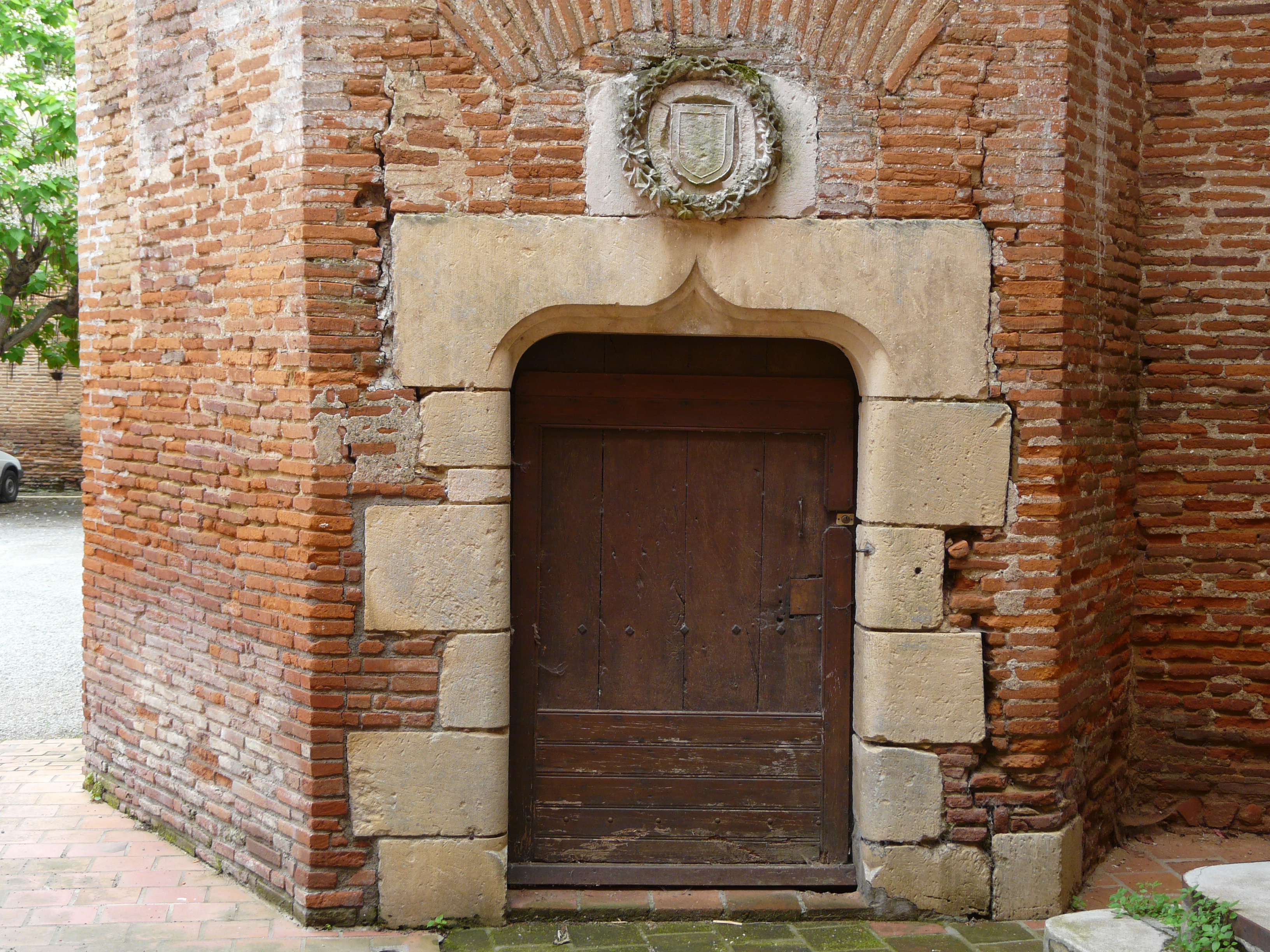
La porte de la tour Valtan
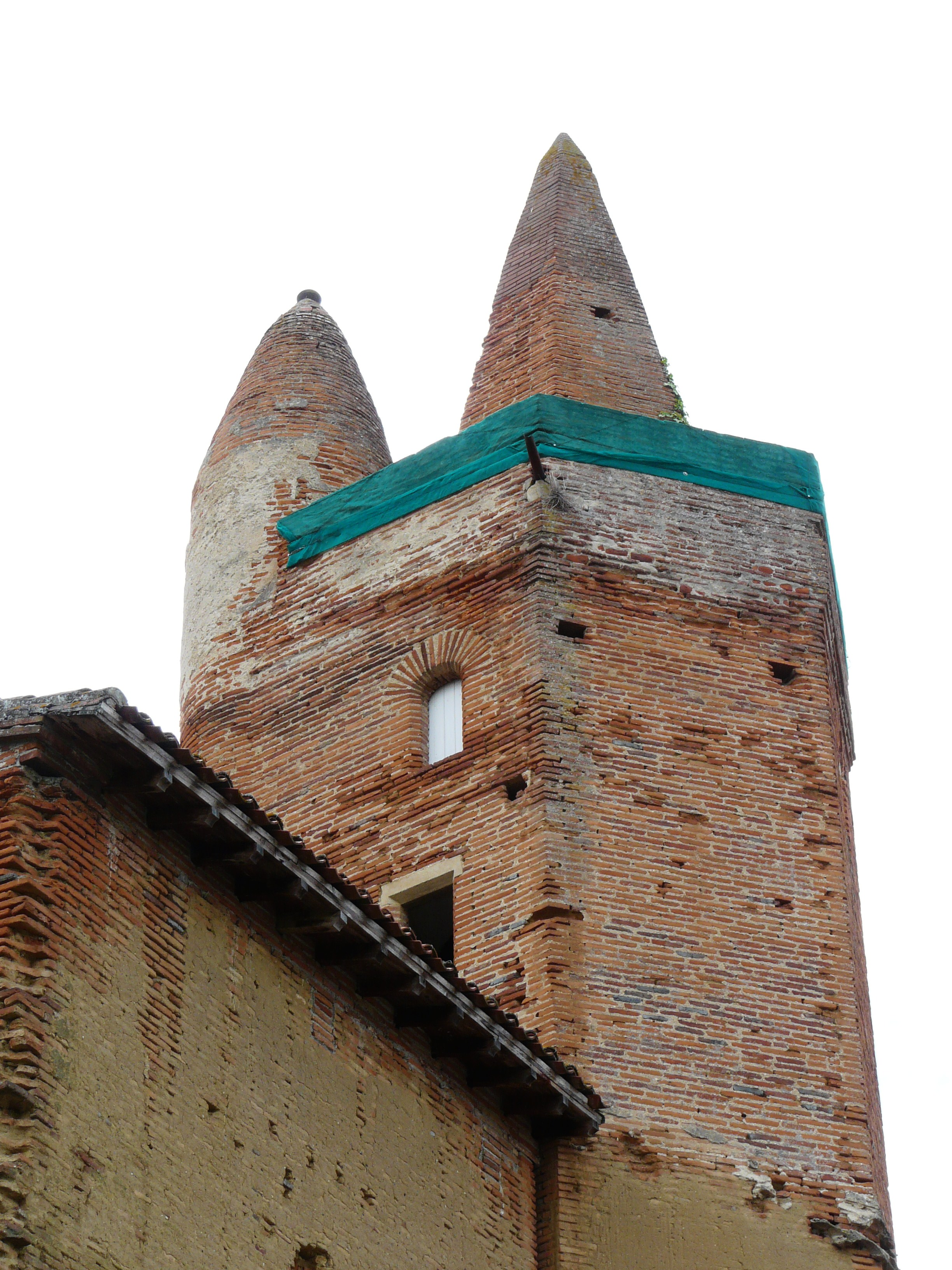
Le sommet de la tour Valtan